# Klosters
Klosters (1973-2020 Klosters-Serneus, gsw. Chlooschter, rm. Claustra) – miejscowość i gmina w południowo-wschodniej Szwajcarii, w kantonie Gryzonia, siedziba administracyjna regionu Prättigau/Davos. Leży na wysokości 1179 m n.p.m. i zalicza się do luksusowych ośrodków wypoczynkowych i sportowych. 1 stycznia 2016 do gminy przyłączono gminę Saas im Prättigau.

## Demografia
W Klosters mieszkają 4423 osoby. W 2020 roku 19,7% populacji gminy stanowiły osoby urodzone poza Szwajcarią. 

## Transport
Przez teren gminy przebiega droga główna nr 28. 